# Namnbricka
En namnbricka är en liten bricka som vanligen fästs utanpå kläderna och på vilken bärarens namn står. Brickan kan fästas på kläderna med hjälp av en säkerhetsnål, men det finns flera olika typer av fästanordningar. 

## Användning
Namnbrickor bärs under arbetet på vissa arbetsplatser och är särskilt vanliga i serviceyrken. Exempel på arbetsplatser där personalen bär namnbricka är sjukvården, restauranger, hotell-motel och inom detaljhandeln. Brickan kan även innehålla uppgifter om personens befattning på sin arbetsplats. Vissa företag, till exempel Ikea, har även namnbrickor som genom nationsflaggor ger information om vilka språk den anställda talar. Även prao-elever och andra praktikanter kan bära namnbrickor.

## Militära applikationer

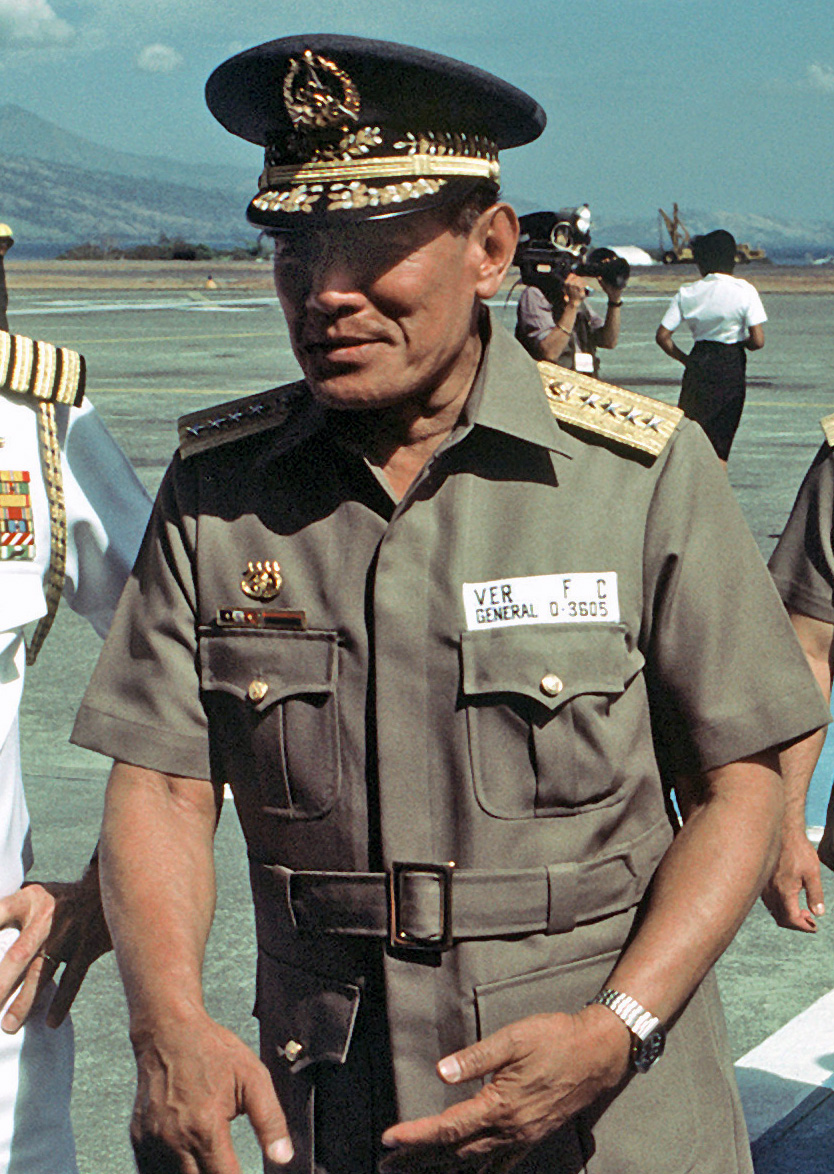
Den filippinske generalen Fabian Ver i uniform med namnband 1982.

Namnbrickor används även i militära sammanhang. På fältuniformer bärs i stället för namnbricka, namnband i textil i samma kulörval som uniformen. I Sverige monteras namnbrickan över vänster bröstficka, medan det i andra länder, till exempel USA, är vanligt att den monteras över höger bröstficka. På uniformer för garnisonsbruk används i Sverige en graverad plastbricka monterad på ett stålclips som sedan fästs i bröstfickans täcklock.

### Fotnoter
1. ↑  ”Mångfald bra för affärerna” (på svenska). Aktuell hållbarhet. 20 april 2006. https://www.aktuellhallbarhet.se/miljo/klimat/mangfald-bra-for-affarerna/. Läst 7 oktober 2017.
2. ↑  Markus Jussila. ”Framtidens medarbetare”. Österbottens företagarförening. Arkiverad från originalet den 8 oktober 2017. https://web.archive.org/web/20171008075836/http://www.osfofo.fi/assets/Uploads/PRAO-handbok-SWE-2011.pdf. Läst 7 oktober 2017.